# Mycerema
Mycerema är ett släkte av svampar. Mycerema ingår i familjen Schizothyriaceae, ordningen Capnodiales, klassen Dothideomycetes, divisionen sporsäcksvampar och riket svampar.
|          | Schizothyrium                             |
|          |                                           |
|          | Linopeltis                                |
|          |                                           |
|          | Neopeltella                               |
|          |                                           |
|          | Amazonotheca                              |
|          |                                           |
|          | Metathyriella                             |
|          |                                           |
|          | Kerniomyces                               |
|          |                                           |
|          | Hexagonella                               |
|          |                                           |
|          | Henningsiella                             |
|          |                                           |
|          | Mendogia                                  |
|          |                                           |
|          | Lecideopsella                             |
|          |                                           |
|          | Microthyriella                            |
|          |                                           |
|          | Chaetoplaca                               |
|          |                                           |
|          | Orthobellus                               |
|          |                                           |
|          | Myriangiella                              |
|          |                                           |
|          | Microsticta                               |
|          |                                           |
|          | Plochmopeltis                             |
|          |                                           |
| Mycerema | \| \| Mycerema vochysiacearum \| \| \| \| |
|          | \| \| Mycerema vochysiacearum \| \| \| \| |
|          | Mycerema vochysiacearum                   |
|          |                                           |

|  | Mycerema vochysiacearum |
|  |                         |